# فربيون كليل
الفربيون الكليل (باللاتينية: Euphorbia retusa) نوع نباتي يتبع جنس الفربيون من الفصيلة اللبنية.

## الموئل والانتشار
ينتشر في شرق وجنوب حوض البحر الأبيض المتوسط من بلاد الشام إلى مصر والمغرب العربي وتركيا.

## مرادفات للاسم العلمي
- (باللاتينية: Esula retusa (Forssk.) Fourr.)
- (باللاتينية: Keraselma retusum (Forssk.) Raf.)
- (باللاتينية: Tithymalus retusus (Forssk.) Klotzsch & Garcke)
- (باللاتينية: Euphorbia cornuta Pers.)
- (باللاتينية: Euphorbia linearis Schrank, nom. illeg.)
- (باللاتينية: Tithymalus cornutus (Pers.) Schweinf. ex Asch.)
- (باللاتينية: Tithymalus cristatus Raf.)